# Mendozavilita-NaCu
La mendozavilita-NaCu és un mineral de la classe dels fosfats que pertany al grup de la mendozavilita.

## Característiques
La mendozavilita-NaCu és un molibdat de fórmula química [Na₂(H₂O)15Cu(H₂O)₆][Mo₈P₂Fe3+₃O34(OH)₃]. Va ser aprovada com a espècie vàlida per l'Associació Mineralògica Internacional l'any 2011, sent publicada per primera vegada el 2012. Cristal·litza en el sistema monoclínic. La seva duresa a l'escala de Mohs és 2,5.
L'exemplar que va servir per a determinar l'espècie, el que es coneix com a material tipus, es troba conservat a les col·leccions mineralògiques del Museu d'Història Natural del Comtat de Los Angeles, a Los Angeles (Califòrnia) amb els números de catàleg: 60483, 60484, 60485 i 60486.

## Formació i jaciments
Va ser descoberta a la mina Lomas Bayas, situada a Sierra Gorda, dins la província d'Antofagasta (Regió d'Antofagasta, Xile), on es troba com a farciment de filons prims i cristalls ben desenvolupats en cavitats de quars. També ha estat descrita a la mina Chuquicamata, a la localitat de Calama (província d'El Loa, Xile). Aquests dos indrets són els únics de tot el planeta on ha estat descrita aquesta espècie mineral.